# Bajč
Bajč (węg. Bajcs) – wieś i gmina (obec) w powiecie Komárno w kraju nitrzańskim na Słowacji, sama wieś pierwszy raz wzmiankowana w 1312 roku.
W 2011 roku populacja wynosiła 1242 osoby, 44% mieszkańców stanowili Węgrzy, 47% Słowacy, 1,5% Romowie.